# Loreto Arenillas
Loreto Arenillas Gómez (Ávila, 1 de octubre de 1990) es una política española de Más Madrid que se ha desempeñado como diputada a la Asamblea de Madrid.

## Trayectoria
Licenciada en Filosofía por la Universidad Complutense de Madrid, Arenillas ha sido diputada para la XI, XII y XIII Legislaturas de la Asamblea de Madrid, entre 2019 y 2024. Entre 2014 y 2016 trabajó en la secretaría de organización estatal del partido Podemos, y posteriormente como jefa de gabinete de Iñigo Errejón entre 2016 y 2020, primero en Podemos y después para Más Madrid.